# Who Do You Love? (chanson de Bo Diddley)
Who Do You Love? est une chanson de Bo Diddley, publiée en single (sous le label Checker Records) en mars 1957.
En 2004, Rolling Stone a classé cette chanson, dans la version originale de Bo Diddley, 132e sur la liste des « 500 plus grandes chansons de tous les temps ». (En 2010, le magazine rock américain a mis à jour sa liste, maintenant la chanson est 133e.)

## Composition
La chanson a été écrite et composée par Ellas McDaniel (alias Bo Diddley). L'enregistrement de Bo Diddley a été produit par Phil et Leonard Chess.